# Pachycondyla harpax
Pachycondyla harpax är en myrart som först beskrevs av Fabricius 1804.  Pachycondyla harpax ingår i släktet Pachycondyla och familjen myror. Inga underarter finns listade i Catalogue of Life.

## Bildgalleri

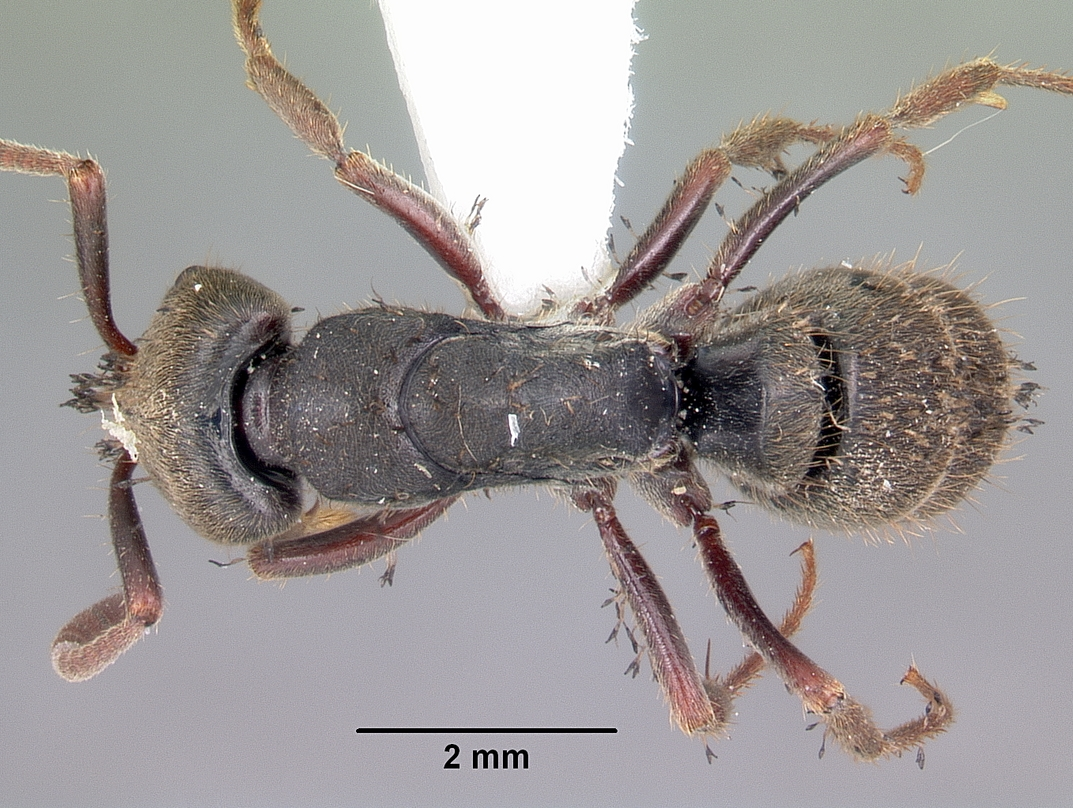
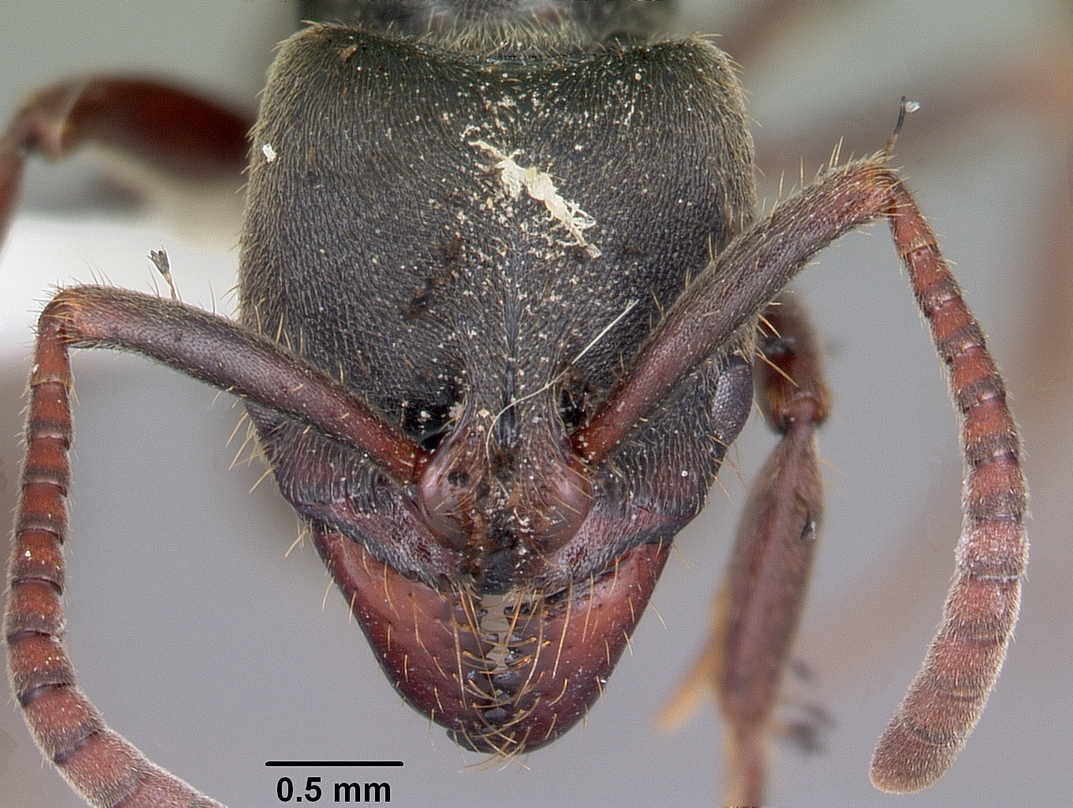
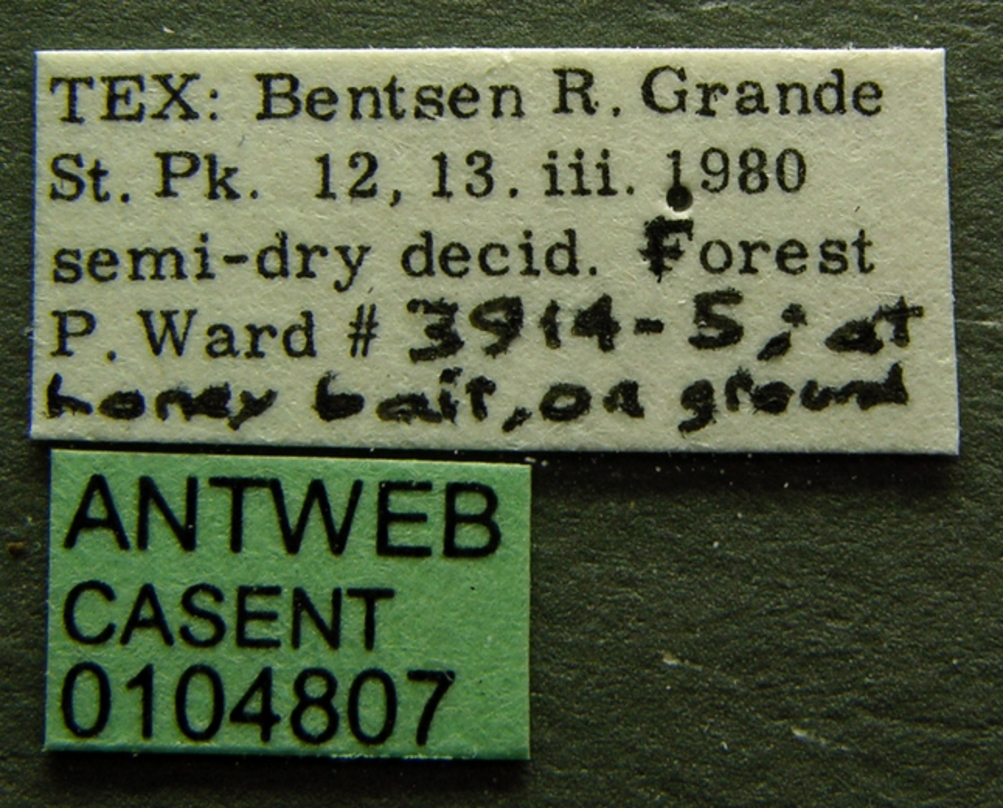
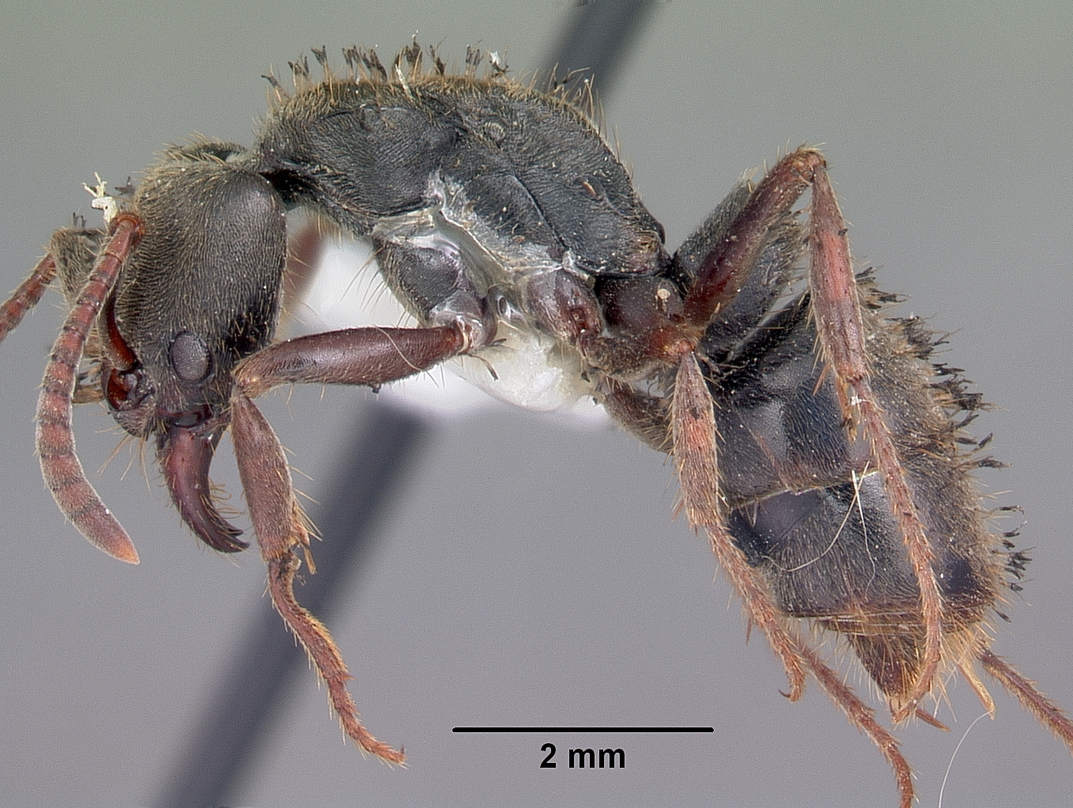
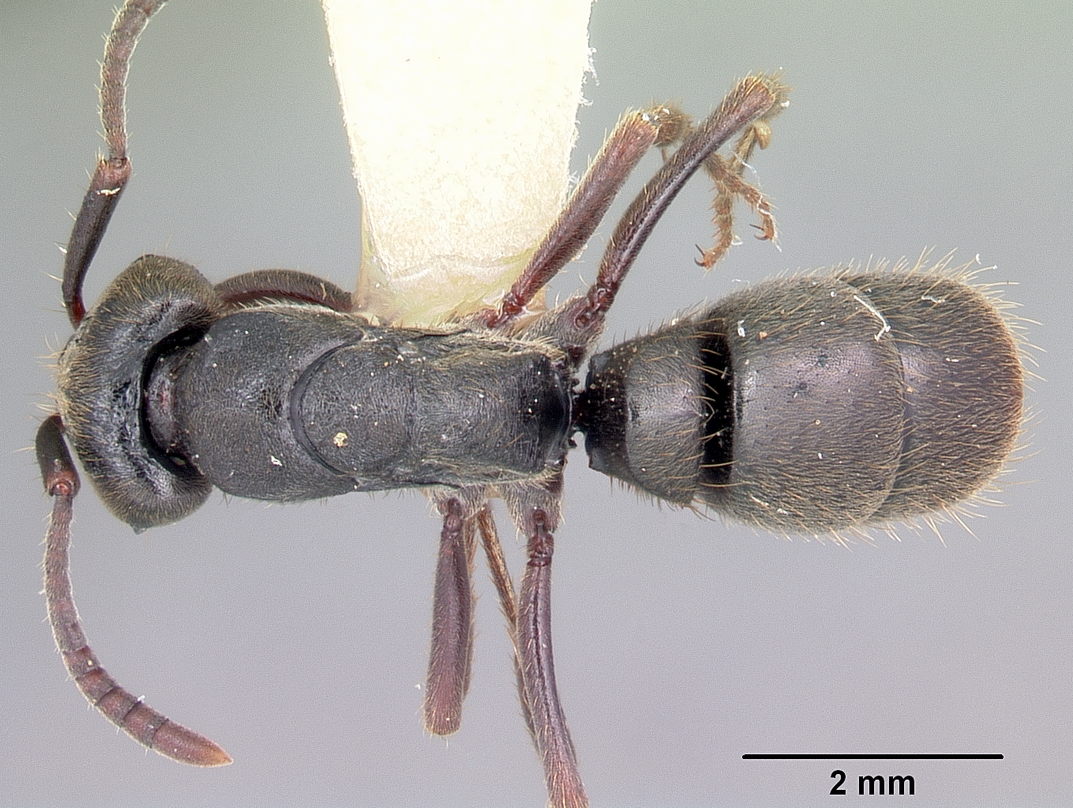
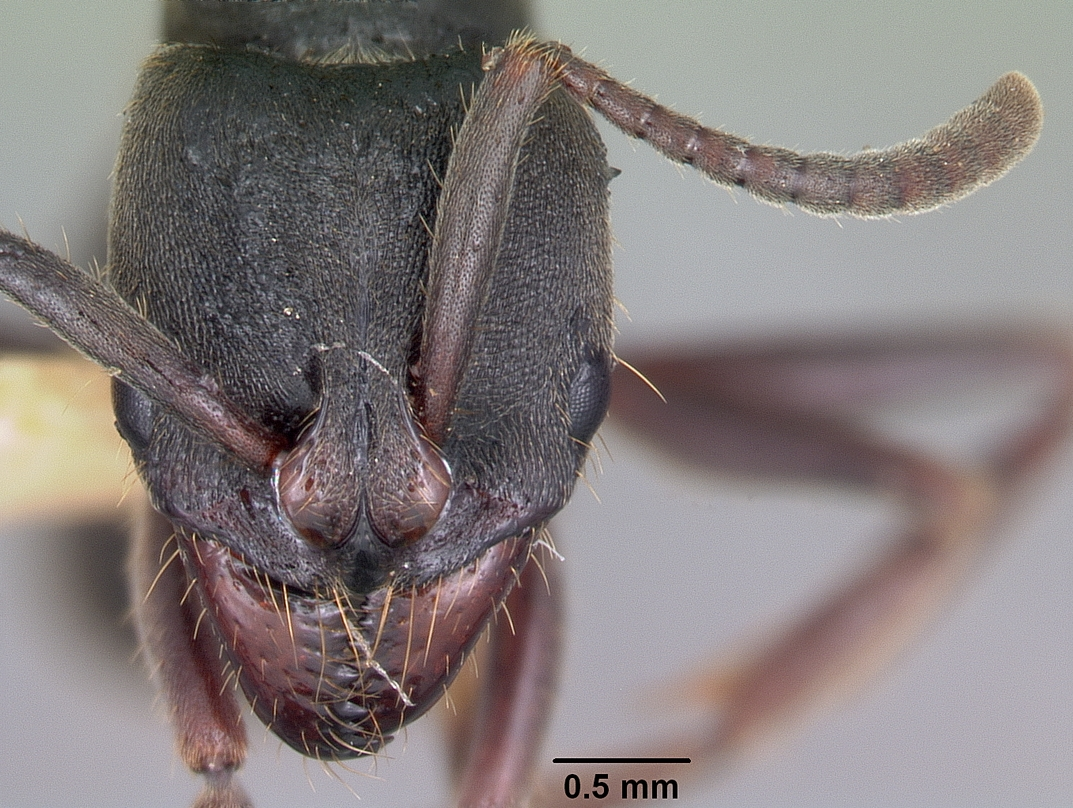